# Günther Beckstein
Günther Beckstein (Hersbruck, 23 novembre 1943) è un politico tedesco dell'Unione Cristiano-Sociale in Baviera (CSU). Dal 9 ottobre 2007 al 30 settembre 2008 è stato Ministerpräsident della Baviera.

## Biografia
Dopo la maturità (1962) Beckstein studiò Legge alle Università di Monaco e Erlangen. Si laureò nel 1975 e dal 1971 al 1988 gestiva uno studio legale. È sposato dal 1973 con Marga Beckstein con cui ha tre figli. Abita a Norimberga. È di Confessione evangelico-luterana, il primo politico non cattolico a capo dello stato bavarese.

## Carriera politica
Beckstein cominciò la sua carriera politica come leader nel gruppo giovani del suo partito (Junge Union) nella circoscrizione Norimberga-Fürth. Dal 1974 è deputato al Landtag (Parlamento regionale) bavarese. Nel 1978 ha assunto la carica di vicesegretario della CSU nella sua regione Norimberga-Fürth-Schwabach di cui, nel 1991, diventò segretario. Dopo le sue funzioni di presidente della Commissione parlamentare per la Sicurezza e di sottosegretario all'Interno bavarese (1988-1993), fu nominato ministro dell'Interno bavarese con l'ascesa a capo del governo bavarese di Edmund Stoiber il 17 giugno 1993. Nel 2001, ottenne inoltre la carica di vicepresidente della Baviera. Si fece il suo nome, accanto al suo rivale Erwin Huber, come successore possibile di Stoiber quando questi espresse la sua intenzione, poi respinta, di andare a Berlino per impegnarsi nel nuovo governo federale di Angela Merkel come ministro dell'Economia. Dopo l'annuncio delle dimissioni di Stoiber (18 gennaio 2007) è venuto ad un accordo con Erwin Huber sulla spartizione del potere: mentre Huber dal 29 settembre 2007 guida la CSU con il voto del congresso del partito, Beckstein, 10 giorni dopo, fu eletto Presidente della Baviera con 122 dei 178 voti al Landtag. Dopo la batosta elettorale del settembre 2008, Beckstein, messo alle strette dai colleghi del suo stesso partito, ha rassegnato le dimissioni da governatore.